# Cirrhilabrus solorensis
Cirrhilabrus solorensis là một loài cá biển thuộc chi Cirrhilabrus trong họ Cá bàng chài. Loài này được mô tả lần đầu tiên vào năm 1853.

## Từ nguyên
Từ định danh solorensis được đặt theo tên gọi của đảo Solor, nơi mà mẫu định danh của loài cá này được thu thập (–ensis: hậu tố biểu thị nơi chốn).

## Phân loại học
C. solorensis chỉ được Pieter Bleeker mô tả khá vắn tắt nên đã dẫn đến những nhầm lẫn phân loại học về việc xác định danh tính thực sự của đơn vị phân loại này. Cho đến năm 2021, C. solorensis mới được mô tả khoa học lại một cách đầy đủ và chính xác, đồng thời phát hiện thêm hai loài mới từng bị nhầm với C. solorensis, là Cirrhilabrus chaliasi và Cirrhilabrus aquamarinus.
C. solorensis cùng hai loài mới kể trên, cũng như các loài Cirrhilabrus aurantidorsalis, Cirrhilabrus luteovittatus, Cirrhilabrus randalli và Cirrhilabrus ryukyuensis đều có cùng một loài tổ tiên chung gần nhất nên tất cả được gộp vào một nhóm phức hợp loài với Cirrhilabrus cyanopleura.

## Phạm vi phân bố và môi trường sống
C. solorensis hiện được biết đến chủ yếu tại quần đảo Sunda Nhỏ (Indonesia), trải dài về phía đông đến các cụm đảo thuộc quần đảo Maluku, giới phía nam đến Đông Timor và thành phố Darwin (Úc) trên biển Timor.
C. solorensis sống tập trung gần các rạn san hô trên nền đá vụn ở độ sâu khoảng 5–35 m. Ở nhiều nơi tại Indonesia, C. solorensis còn được tìm thấy xung quanh các cụm san hô cứng, điều khác biệt so với các loài Cirrhilabrus khác.

## Mô tả
Chiều dài lớn nhất được ghi nhận ở C. solorensis là 9,3 cm. Cá cái màu hồng cam, phớt xanh lục ở mõm và gáy. Mống mắt màu đỏ tươi. Cuống đuôi có đốm đen nhỏ. Các vây trong suốt.
Cá đực có đầu màu xanh lục xám đến màu lục vàng. Mống mắt màu tím, màu đỏ tươi viền ngoài với vòng màu cam quanh đồng tử. Thân trên màu vàng nâu đến màu cam, sẫm dần thành màu đỏ tía hoặc xanh lam ánh kim ở thân dưới. Thân trên đôi khi có một cụm các chấm nhỏ màu xanh lam. Vảy cá hai bên lườn sau vây ngực có màu chàm. Gốc vây ngực màu tím sẫm. Vây lưng có màu vàng cam nhạt với nhiều sọc ngắn gợn sóng màu xanh, dọc theo gốc vây lưng có màu đỏ tía đến tím sẫm, được viền xanh óng ở rìa. Vây đuôi và vây hậu môn có họa tiết tương tự như vây lưng. Vây bụng xanh tím nhạt. Vây ngực màu hồng nhạt.
Số gai ở vây lưng: 11; Số tia vây ở vây lưng: 9; Số gai ở vây hậu môn: 3; Số tia vây ở vây hậu môn: 9; Số gai ở vây bụng: 1; Số tia vây ở vây bụng: 5; Số tia vây ở vây ngực: 15.

## Sinh thái học
Các thành viên trong phức hợp loài cyanopleura được biết đến với khả năng tự phát huỳnh quang đỏ khá mạnh, với cường độ và sự phân bổ huỳnh quang trên cơ thể khác nhau giữa cá đực và cái tùy từng loài.

## Thương mại
C. solorensis được thu thập trong ngành buôn bán cá cảnh như những loài trong phức hợp cyanopleura.